# Pterolophia bilineaticollis
Pterolophia bilineaticollis là một loài bọ cánh cứng trong họ Cerambycidae.